# San Francisco Solano (Buenos Aires)
San Francisco Solano, también conocida simplemente como Solano, es una localidad de la provincia de Buenos Aires, Argentina, repartida entre los partidos de Quilmes y Almirante Brown. Se encuentra dentro del aglomerado urbano del Gran Buenos Aires.

## Historia
Hacia 1549, Juan de Garay, ordena la distribución de las tierras para quintas y chacras en la periferia de la ciudad de Buenos Aires, y entre ellas una franja que abarcaba desde la ciudad de Avellaneda hasta Berisso.
Quiso premiar de esta manera, la lealtad y sacrificio de sus lugartenientes, soldados y compañeros de ruta.
Así, Juan de Garay cedió la merced de esas tierras a Pedro de Jerez, Pedro de Quiroz y Pedro Izarra. Una parte de las tierras se superponen con una donación a Antonio Aspitía.
Durante mucho tiempo, estas tierras permanecieron sin explotaciones hasta la llegada de la Orden Franciscana en 1773, que la obtienen por comprar en 1721 al entonces dueño Baltazar Quintana Godoy. Otra parte se la donó Juan Ortiz en 1726 y en 1773 compra otra parte de las tierras a Félix de la Cruz.
Los franciscanos usaron el terreno para realizar plantaciones conocidas como Chacras de San Francisco. Estas chacras se venden a Juan Rubio y en 1826 a Manuel Obligado. Las hereda su hijos Pastor (quien fuera el primer gobernador constitucional de Buenos Aires) y su hija Julia Obligado quien se casa con Pedro Claypole.
El 4 de diciembre de 1948 la compañía Tulsa compra una escritura traslativa de María Julia del Corazón de Jesús de Claypole y Obligado para realizar el loteo de estas tierras.
En esa fecha la estancia San Francisco estaba delimitada en tres fracciones: A B C. Fracción A: comprendida por la avenida San Martín y el Arroyo las Piedras, Avenida 844 y Ferrocarril Provincial. Fracción B: Ferrocarril Provincial y avenida 24 o Donato Álvarez, Avenida Monteverde y Avenida 844 o Avenida San Francisco Solano. Fracción C: Avenida 24, Avenida Charcas, Avenida 25 (Barrio la Loma), Valenzuela y Avenida Monteverde
En 1948 la Dirección de Geodesia del Ministerio de Obras Públicos de la provincia de Buenos Aires autorizó oficialmente la subdivisión de estas tierras, el loteo y luego la fundación de un pueblo
El 15/05/49 realiza el primer remate la compañía TULSA en San Francisco Solano quedando de esta manera fundado el pueblo. La fundación surge en la época del primer Plan Quinquenal del presidente J. D. Perón, basado en la industrialización del país y concentrado en el cordón del Gran Buenos Aires.
Este generó dos fenómenos: un polo de explosión demográfica con atracción inmigratoria tanto interna (del interior del país a los grandes centros urbanos y en especial Buenos Aires) y externo: desde países limítrofes y de los europeos, que huían de la miseria de la posguerra.
El segundo fenómeno que se da es una fuerte inyección del dinero en el mercado que se traduce en un mejor y cada vez más creciente mercado interno generando una situación de pleno empleo. El 17/06/49 se estableció por ordenanza municipal denominar al pueblo con el nombre de «Paulino Barreiro»; luego inexplicablemente por otra ordenanza, un 23/09/49 se llamó San Francisco Solano.
Al momento de realizarse el remate, la Compañía TULSA ya había impreso suficiente material con el nombre del santo.
Hasta su fundación, San Francisco Solano solamente era un montón de manzanas de tierras desiertas, calles tapadas con cardales y una que otra vivienda.
No existían comercios, escuelas, servicios médicos, postales y policiales ni bomberos.
El valor de los lotes variaba según su cercanía a la línea del Ferrocarril Provincial que unía la Estación Avellaneda con Estación La Plata y era un servicio esencialmente de pasajeros.
Para ese entonces ya hubo otros loteos en lugares cercanos como el de hoy Barrio Parque Calchaquí, en 1947, y el de Norte de Villa la Florida entre Camino General Belgrano y el Arroyo de las Piedras, en 1949.
Solano estaba rodeada por ciudades como Quilmes, Florencio Varela, Avellaneda (por entonces la ciudad industrial del país), y se comunicaba con La Plata por Camino General Belgrano y Avenida Bartolomé Mitre; y desde Claypole y Burzaco se comunicaba con pueblos como Adrogué y Longchamps, San Vicente, Manuel, Monte Chingolo, a través de la Av. Monteverde y Av. Charcas.
El fraccionamiento hecho por TULSA trajo aparejado otras obras complementarias como fueron la construcción de un puente que comunicaría estas tierras con Camino General Belgrano, la pavimentación de la calle La Rioja, la calificación de la parada ferroviaria, como así también puso a disposición de la población un colectivo gratuito conocido como El BLANQUITO que los acercaba hasta el Camino General Belgrano.
San Francisco Solano surge en 1949 dentro de un distrito desorganizado. Los impuestos los cobraba el Municipio de Quilmes mientras el caudal electoral pertenecía a Florencio Varela. Uno recibía los recursos y los otros los votos ¿Quién se haría cargo entonces de las obligaciones? Gracias a las gestiones de la misma comunidad se logra que San Francisco Solano pertenezca a Quilmes. En 1956 se inaugura la Subdelegación Municipal de San Francisco Solano, siendo su titular Julio Romero. En ese momento estos cargos eran ad honorem.
La Subdelegación funcionó en el campamento de la compañía Tulsa. Su función era cuidar los aspectos de urbanización y servicios públicos, con los deficientes medios con los que se contaba y únicamente 8 personas para emprender un gran trabajo.
El puntapié inicial fue la recolección de residuos casa por casa con el único carro que disponían en ese momento.
Dos años después del Golpe militar de 1955 que sacaba del poder a Juan Domingo Perón, las Fuerzas Armadas decidieron llamar a elecciones para restablecer el régimen democrático. Como paso previo, plantearon la necesidad de la convocatoria a una Convención Constituyente que derogaría legalmente la Reforma constitucional argentina de 1949.
En ese marco tiene cabida la primera votación con la instalación de mesas en nuestras escuelas, en locales de clubes, etc.; primer paso a la actividad cívica del pueblo de Solano.
Otro logro fue la instalación de la feria municipal, funcionando 2 días a la semana. Los miércoles y los sábados.
Las mejoras de la calle 844 fueron notables, lo que posibilitó la circulación del único medio que nos comunicaba con la capital, "El Halcón". Esto se hizo con la acción conjunta de Tulsa aportando los materiales y la Municipalidad la mano de obra.
Representantes de instituciones y vecinos decidieron en 1958 agruparse en un Concejo Deliberativo con el fin de realizar trabajos comunitarios que mejoraran la calidad de vida de los habitantes.
La participación política fue creciendo incentivada por las visitas de muchos dirigentes que vieron en Solano un campo propicio para su actividad.
En 1956 se fundó el primer ateneo radical. De ese partido fue el primer concejal de Solano. En 1963 ya tenía representación.
Pero a Solano le faltaba una plaza, hasta que en 1958 se inaugura oficialmente una que no tenía la ubicación actual. El colegio Luis Piedrabuena tomará ese lugar aproximadamente en 1964 y la plaza fue trasladada donde hoy está, en 844 y 893.
1963 es el año de creación de la Comisión pro autonomía municipal de San Francisco Solano con el objetivo de hacer a esta ciudad cabecera de partido, desvinculándose de su dependencia con otros. Sus proyectos no prosperan a pesar de su insistencia en 1964 y de la creación de otras comisiones.
Ya en época democrática la Comisión 12 de octubre que representaba a varias instituciones volvió a intentarlo en 1975 sin éxito.
En 1977 se crearon nuevos partidos con la fusión o división de los ya existentes pero tampoco en esta ocasión le tocó el turno a Solano.
Para obtener el rango de ciudad debió esperar hasta 1981 en que por Decreto N.° 9750 se instituyó, todavía así no logró la autonomía.
Hasta llegar a la declaración de ciudad (11 de octubre de 1981) se podría enumerar muchos hechos, pero para darnos cuenta del trabajo realizado basta con leer los fundamentos del Decreto donde se consignaron los elementos de la infraestructura que justificó el reconocimiento de la localidad de San Francisco Solano como ciudad.
- 17 de febrero de 1773 el convento de San Francisco de la ciudad de Buenos Aires compra algunos terrenos y otros le son donados en esta zona, pero los vende en 1871.

- 1888: cimbronazo a las 3.20 del 5 de junio por el terremoto del Río de la Plata de 1888

- 1948: el pueblo se origina con la subdivisión de estas tierras (hasta entonces despobladas) por la provincia de Buenos Aires.

- 1949, se considera el año de fundación, en la cual la Municipalidad de Quilmes le dio el nombre de San Francisco Solano, desconociendo la resolución del Concejo que le había dado el nombre de Paulino Barreiro (juez de paz asesinado en 1840 por ser unitario).

- 12 de octubre de 1981, fue declarada ciudad.

## Festejos
12 de octubre, día de San Francisco Solano y día de los Bomberos Voluntarios de San Francisco Solano, Aniversario de Declaración como Ciudad, Maratón Aniversario, Elección de la Reina de San Francisco Solano, Prueba Atlética Infantil, Campeonato de Fútbol Infantil, Armado de Stands alegórico, estos son los principales eventos que se realizan para festejar el aniversario de la Ciudad de San Francisco Solano organizado por La Comisión de Festejos Aniversario de San Francisco Solano conformado por:
Rotary Club de San Francisco Solano, Club de Leones de San Francisco Solano, Bomberos Voluntario de San Francisco Solano y Cámara de Comercio e Industria de San Francisco Solano.

## Toponimia
Lo debe a las instalaciones que poseía en el lugar el convento de San Francisco Solano de la ciudad de Buenos Aires.

### Población
Solano contaba 81 707 habitantes (Indec, 2001) en el último censo, 53 363 se encontraban en el partido de Quilmes

## Parroquias de la Iglesia católica en San Francisco Solano
| Diócesis   | Quilmes |
| ---------- | --- |
| Parroquias | San Francisco Solano, Jesús El Buen Pastor, Nuestra Señora de las Lágrimas, Nuestra Señora de Itatí, Nuestra Señora del Huerto |